# Jean-Baptiste Weyler

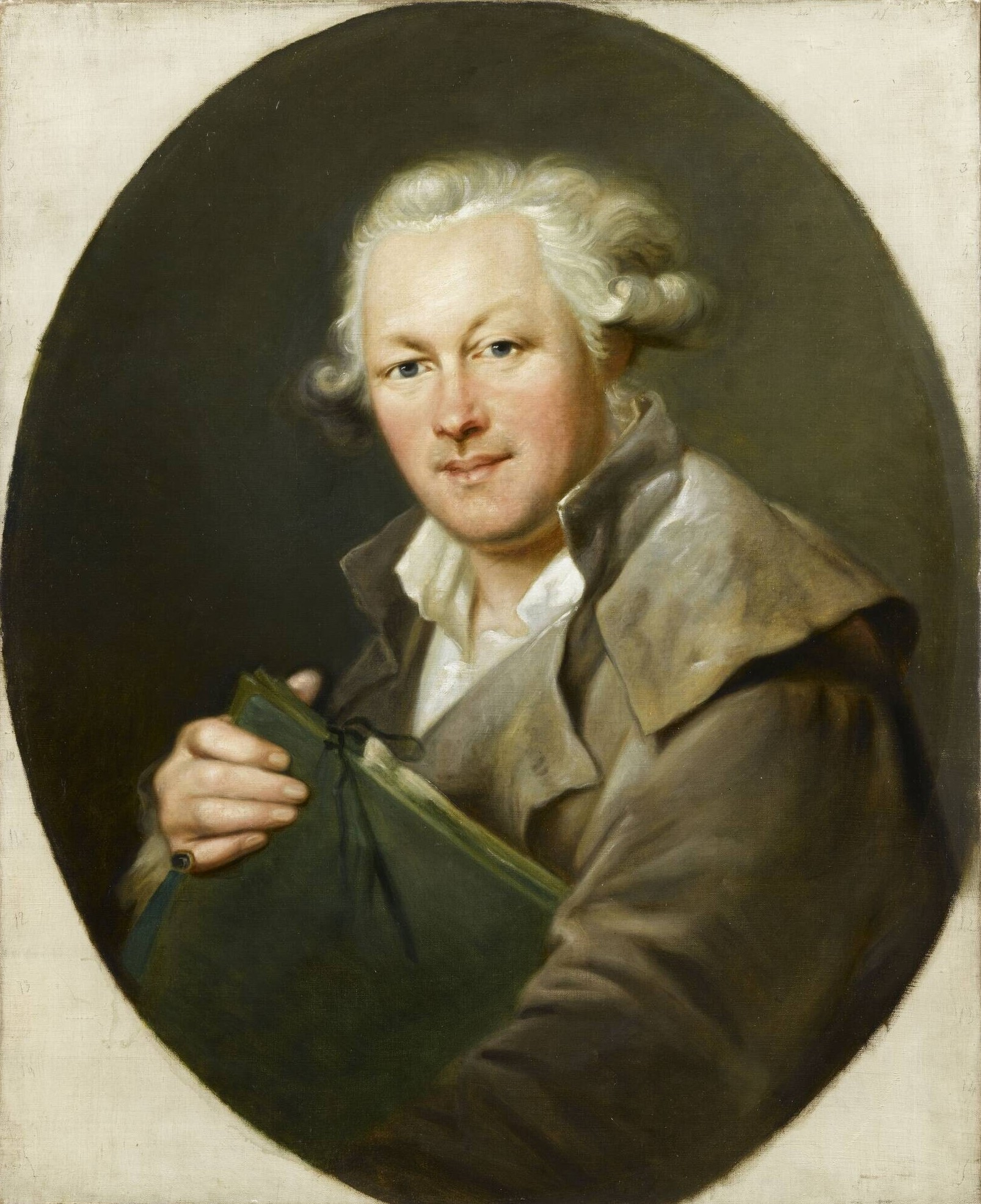
Jean-Baptiste Weyler

Jean-Baptiste Weyler (* 3. Januar 1747 in Straßburg; † 25. Juli 1791 in Paris) war ein französischer Miniaturmaler und Emailleur.

## Leben
Jean-Baptiste Weyler wurde 1747 in Straßburg geboren und wuchs dort auf. 1763 zog er nach Paris, wo er zunächst in der Werkstatt von Joseph-Marie Vien und später in der von Jean-Siméon Chardin arbeitete. 1775 wurde er als Miniaturist bekannt und 1779, vermittelt durch Comte d’Angivillier, in die Académie royale de peinture et de sculpture aufgenommen. Er war mit Louise Bourdon, der Tochter der Miniaturistin Aglaé Cadet, verheiratet und galt als einer der bedeutendsten Emailporträtisten seiner Zeit. Er verstarb am 25. Juli 1791 in Paris, wenige Monate nach seiner Ausstellung eines Porträts von Marquis de La Fayette.

## Werk

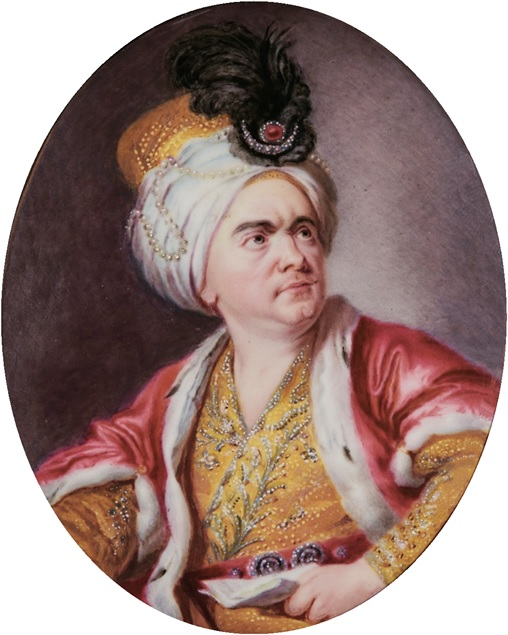
Jean Baptiste Weyler, nach Simon Bernard Lenoir: Porträt von Henri-Louis Cain, „Lekain“ (1728–1778), als Orosmane in Zaire (um 1767)

Jean-Baptiste Weyler spezialisierte sich auf Miniaturporträts, die er meist in Email auf Kupfer oder in Pastelltechnik ausführte. Pastell verwendete er vor allem als Vorarbeit für seine späteren emaillierten Werke. Berühmt wurde er durch eine Serie emaillierter Porträts berühmter Persönlichkeiten wie Benjamin Franklin und Marschall Turenne, die er im Auftrag des Comte d’Angivillier anfertigte. Diese Porträts zeichnen sich durch ihre technisch anspruchsvolle Emailmalerei auf Kupfer aus. Oft sind sie in sorgfältig gefasste Rahmen mit Schmuckelementen wie Diamanten oder Perlen eingefasst.

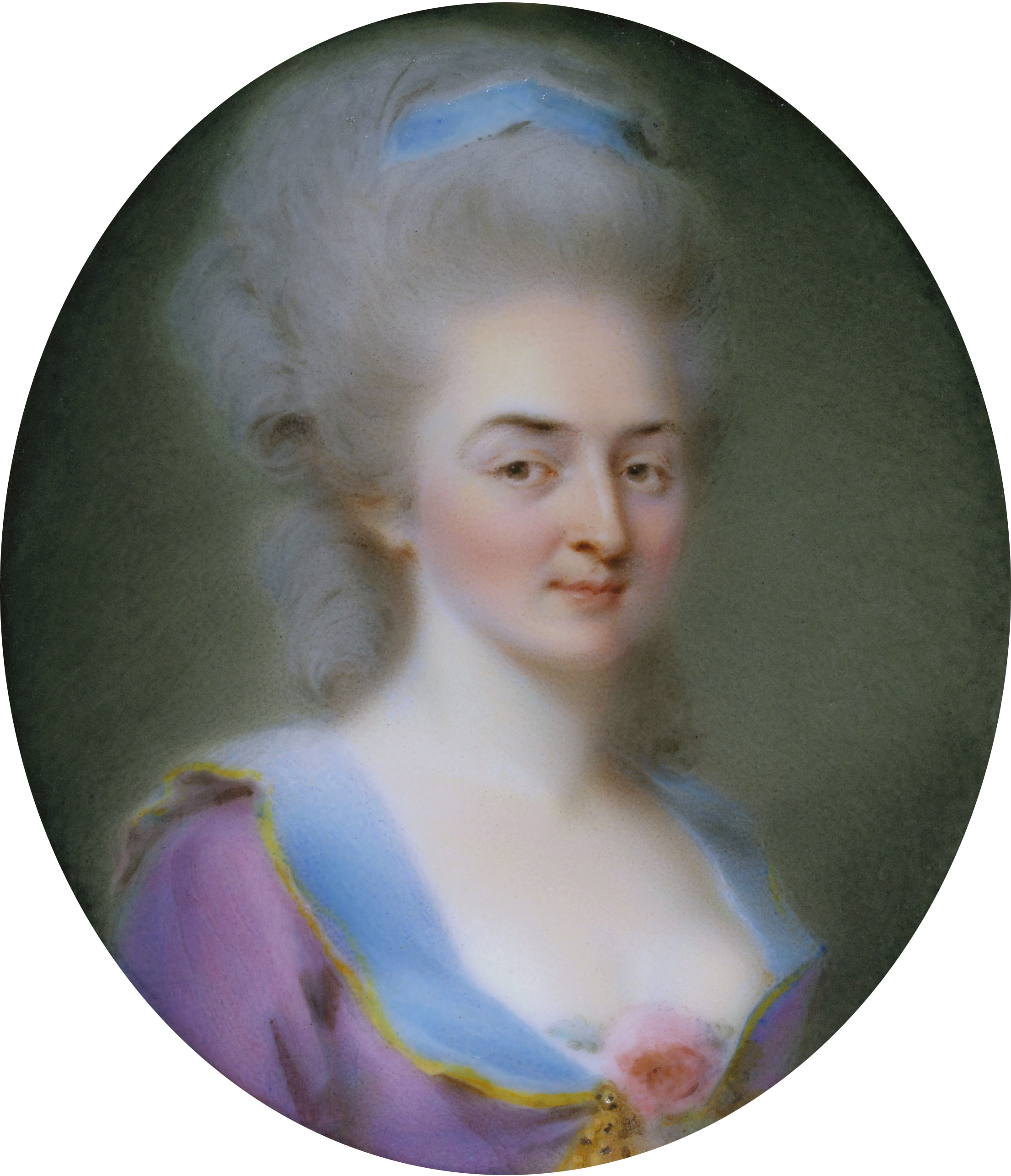
Jean-Baptiste Weyler: Madame Le Gros in einem lila Kleid

Zu seinen bedeutenden Werken zählt das Pastellporträt des Marquis de La Fayette (1790), das 1791 im Salon ausgestellt und 1792 von Christophe Guérin graviert wurde. Zu seinen Aufträgen zählen ebenso Porträts von Franklin, Catinat, Heinrich IV., Peter dem Großen und Admiral de Ruyter. Seine Technik vereinte realistische Darstellung mit idealisierendem Ausdruck, präziser Farbführung und hoher Detailtreue. Er arbeitete häufig nach lebenden Modellen oder Kopien berühmter Gemälde, besonders in der Kombination von Pastellstudien mit einer abschließenden Umsetzung in Emaille.